# Palazzo Doria Carcassi
Il Palazzo Doria Carcassi  è un edificio situato al civico 10 di Via Chiossone a Genova, dal 2012 sede della Fondazione Carige.

## Storia
Il palazzo affaccia a sud est su Via David Chiossone, strada conosciuta fino alla fine del XIX secolo come Carrubius de Garibaldis e facente parte del quartiere della famiglia Doria, che aveva il suo centro nella vicina Piazza San Matteo. Un documento del 1414 testimonia che l'edificio era al tempo la casa di Asanus de Auria quondam Antonii, confermando la sua appartenenza a un esponente dei Doria.
Uno stemma bipartito con le insegne delle famiglie De Franchi e Garbarino, situato sul soffitto di una delle sale del primo piano, fa pensare che nei secoli successivi il palazzo sia divenuto proprietà di queste famiglie.
Il palazzo è presente in una planimetria della prima metà del XVIII secolo che lo identifica come di proprietà dei De Fornari, famiglia che lo possedette almeno fino alla fine del secolo dal momento che in una Nota de' Palazzi del 1797 esso risulta di proprietà di Gio Bernardo De Fornari.
Successivamente l'edificio assunse la denominazione di Palazzo Carcassi, dal nome di uno dei proprietari, e perse la sua funzione abitativa. Nel 1924, quando fu acquistato dal Comune di Genova, esso ospitava magazzini e attività artigiane e in uno dei piani superiori si trovava l'officina di un fabbro. Nel 1968 il Comune vendette l'edificio all'allora Cassa di risparmio di Genova e Imperia che nel 2004 lo cedette alla Fondazione Carige.

Fondazione Carige diede inizio a un lungo lavoro di restauro che si concluse solo nel 2012, quando il palazzo divenne la nuova sede dell'ente.

## Descrizione

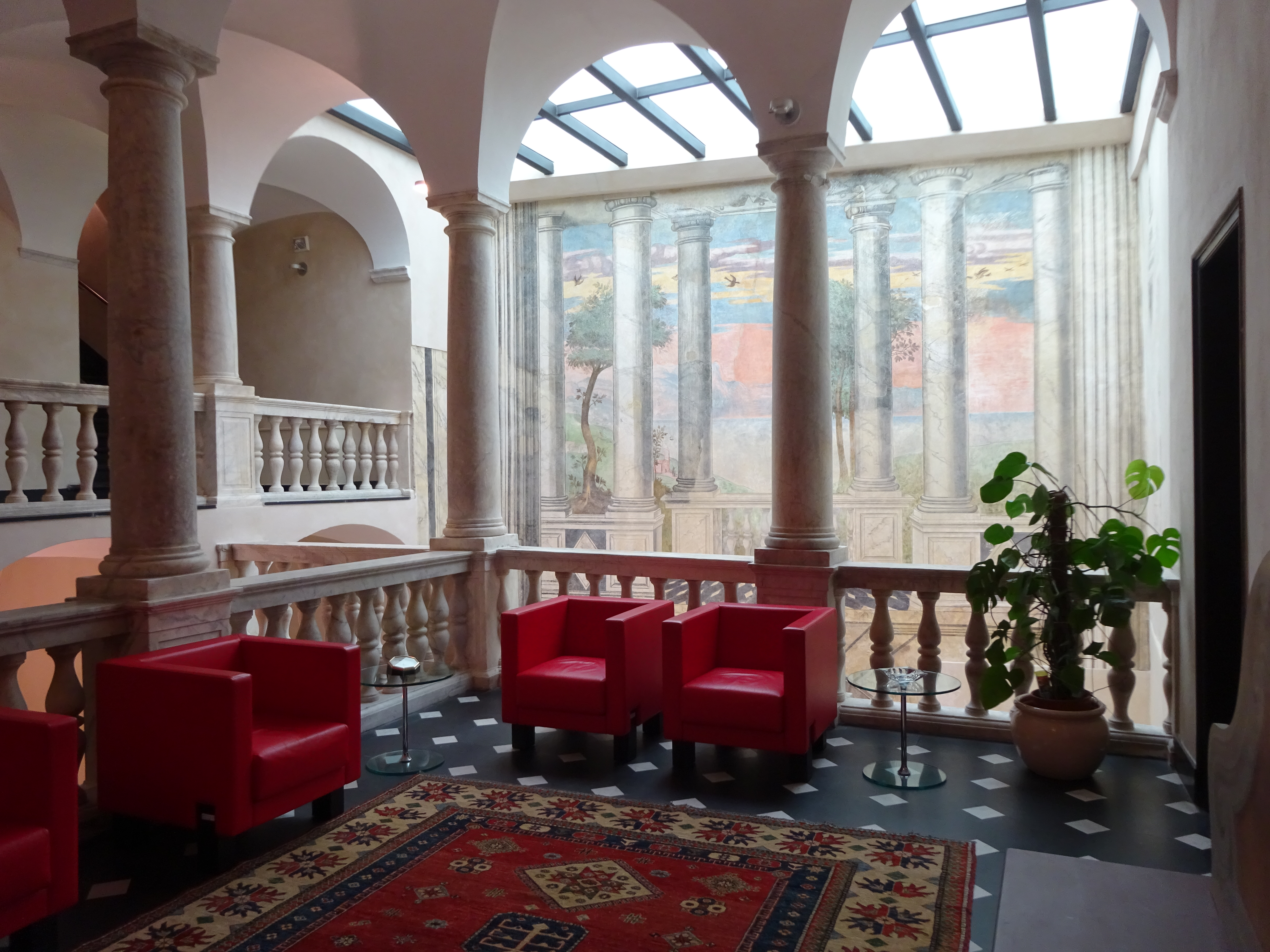
Il loggiato del primo piano e il secondo livello della decorazione del cortile interno.

Il palazzo, articolato su quattro piani oltre a un piano fondi, presenta tre livelli di finestre, di cui quelle al secondo piano nobile di altezza maggiore rispetto agli altri. La facciata presenta una decorazione dipinta a fresco risalente agli inizi del XIX secolo.

Al piano terreno l'ingresso su Via Chiossone conduce a una sala con due finestre affacciate sulla via e a un piccolo cortile interno, sormontato da un lucernario aggiunto nel corso del recente restauro. In epoca medioevale questo ambiente doveva avere un diverso assetto e tra il palazzo e l'edificio che oggi occupa il civico 8 di Via Chiossone si trovava un vicolo che rappresentava la continuazione di Vico Sottile.
Tra la fine del XVI secolo e gli inizi del secolo successivo l'edificio è stato oggetto di una ristrutturazione che ha comportato la chiusura di una porzione del vicolo e la realizzazione al suo posto del piccolo cortile interno che conduceva al giardino di pertinenza della dimora.
All'interno del cortile la parete di confine con il civico 8 di Via Chiossone presenta una decorazione ad affresco su due livelli risalente agli anni a cavallo tra il XVI e il XVII secolo. Il livello inferiore, parzialmente perduto, raffigura una muratura a bugnato con delle aperture ad arco, al centro della maggiore delle quali si trova una fontana sormontata da una statua di cui restano visibili solo i calzari e che doveva forse raffigurare un guerriero in armatura.

La decorazione del livello superiore, di maggiore complessità, vuole essere una continuazione ideale del loggiato che si trova al primo piano del palazzo e affaccia sul cortile interno. Raffigura un loggiato con un pavimento nero a quadrati bianchi, che riprende lo stesso motivo del pavimento del vero loggiato del primo piano, una balaustra in marmo e una serie di colonne oltre le quali si intravede un paesaggio alberato, la distesa del mare e il cielo arrossato dal tramonto.

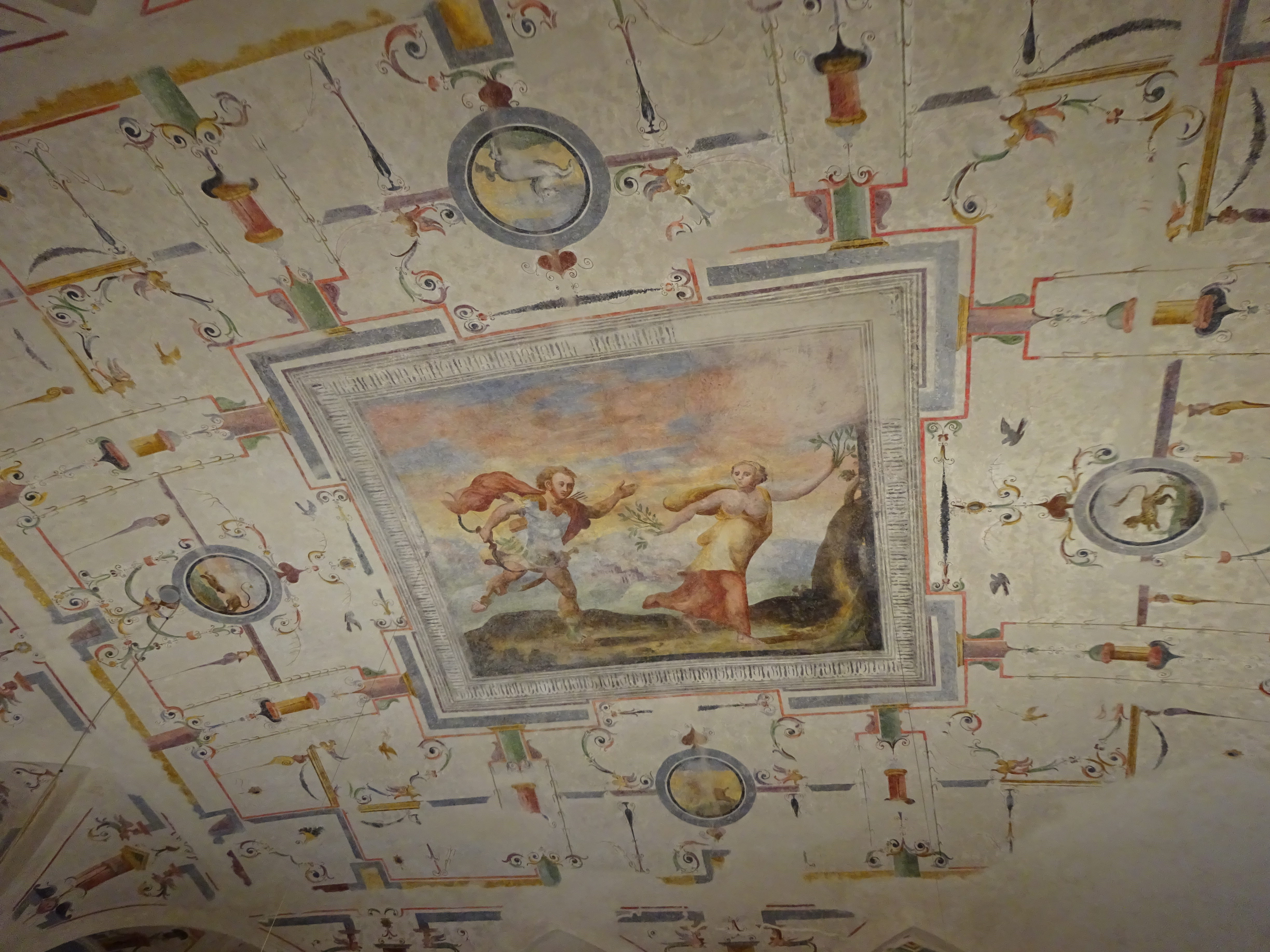
Il soffitto della sala principale del primo piano con la raffigurazione di Apollo e Dafne.

Dal salone di ingresso parte una scala tardo cinquecentesca, rimaneggiata nel corso dei secoli e parzialmente recuperata nel corso del recente restauro, che conduce ai piani superiori. Al termine delle prime due rampe della scalinata si raggiunge un loggiato che affaccia sul piccolo cortile interno e sul quale si aprono alcune sale con volta a padiglione risalenti probabilmente all'epoca della ristrutturazione tardo cinquecentesca.

Il soffitto della sala più grande, utilizzata come sala riunioni della Fondazione Carige, presenta una semplice decorazione a grottesche con al centro un riquadro con le figure di Apollo e Dafne, opera di artisti anonimi e di non elevata esecuzione. Nelle lunette trovano invece posto alcuni vedute paesaggistiche di epoca successiva.

La piccola sala adiacente, un tempo collegata a quella maggiore da una porta oggi murata, presenta un soffitto decorato a grottesche al centro del quale si trova uno stemma circolare bipartito con sulla destra le tre corone d'oro su sfondo rosso dell'arma dell'albergo De Franchi e sulla sinistra il castello a tre torri su sfondo azzurro dell'arma della famiglia Garbarino.
Nel loggiato, tra le porte di accesso a queste due stanze è stato murato un sovrapporta in ardesia del XV secolo, probabilmente appartenente a un antico portale di ingresso del palazzo, sul quale è visibile il trigramma cristologico con le iniziali IHS sormontato da una corona. Ai lati del trigramma si trovano le immagini speculari di due scudi con all'interno l'aquila imperiale simbolo della famiglia Doria circondati da foglie di acanto.
Salendo al piano superiore si raggiungono le stanze del secondo piano nobile, risalmenti al XVII e al XVIII secolo. Gli ambienti di questo piano presentano una altezza maggiore rispetto alle stanze del piano inferiore, come è anche evidenziato dalle finestre di altezza maggiore visibili dalla strada, e sono stati probabilmente realizzati grazie all'eliminazione di alcuni mezzanini. I soffitti a volta mostrano decorazioni a stucco di gusto settecentesco raffiguranti motivi floreali, ghirlande e putti.

## Le collezioni

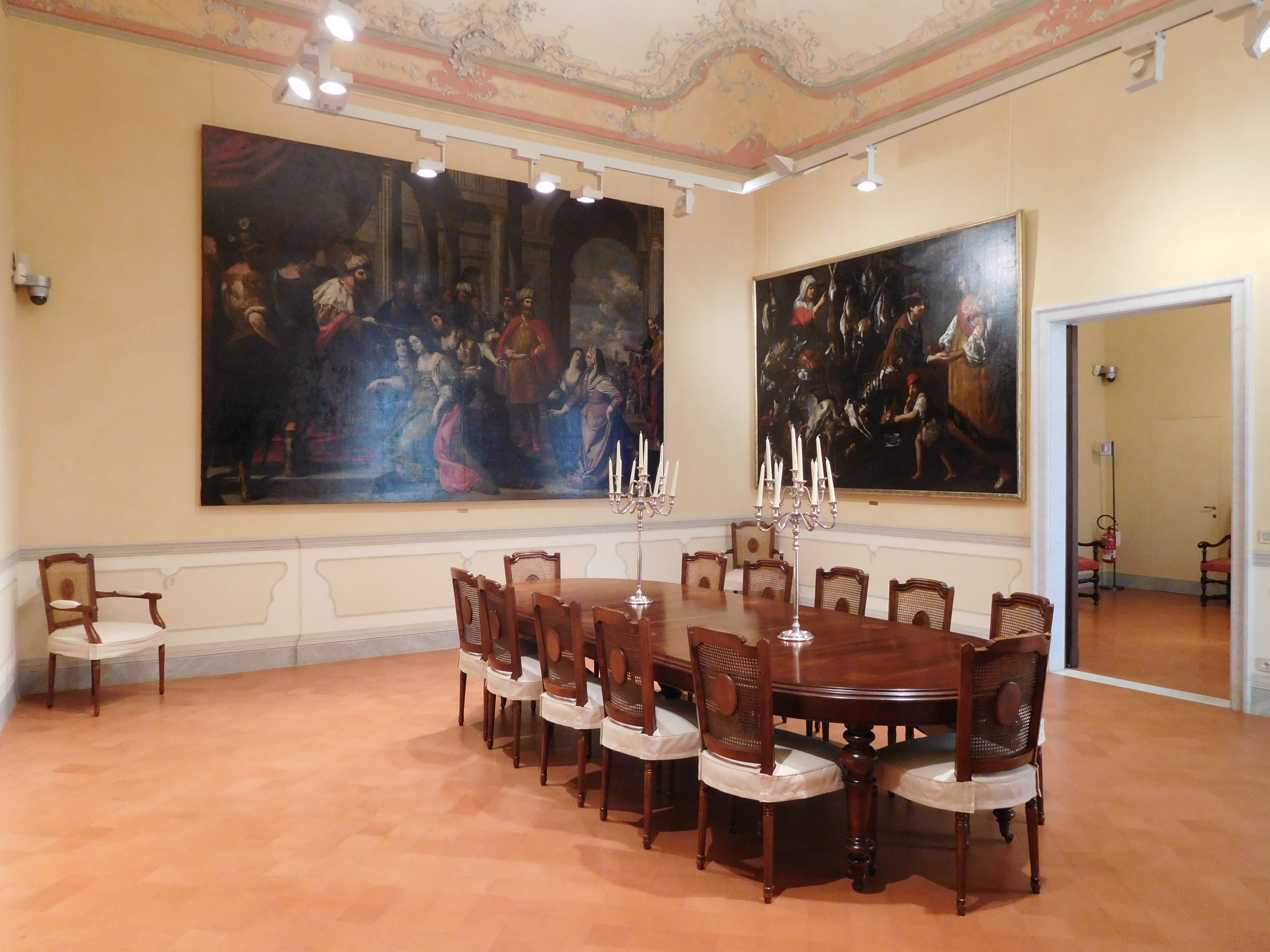
Una delle sale del secondo piano con dipinti alle pareti e il tavolo da pranzo del Rex.

Le sale del primo e del secondo piano del palazzo ospitano alcuni dipinti facenti parte della collezione della Fondazione Carige, tra cui tele seicentesche dei genovesi Orazio De Ferrari, Domenico Fiasella, Giovanni Battista Carlone e Giovanni Andrea De Ferrari e del fiammingo Giacomo Legi.
Appeso a una delle pareti del principale salone del secondo piano, adibito a sala conferenze, si trova un arazzo seicentesco opera dell'arazziere fiammingo Jan Raes. L'opera, di 530 x 330 cm e realizzata in lana e seta, raffigura il mito di Vertumno e Pomona, divinità italiche protagoniste di uno dei racconti delle Metamorfosi di Ovidio. Esso faceva probabilmente parte di un ciclo in quanto raffigura un momento intermedio del mito delle due divinità, durante il quale Vertumno, travestito da contadino, offre in dono a Pomona un cesto pieno di frutta e ortaggi, ma lei è troppo intenta a godere delle bellezze del suo giardino per fare caso di lui. Intorno alle due figure principali, probabilmente trasposizione dei committenti, si trova un ricco giardino con persone intente a curarlo e animali. Sullo sfondo si trova una villa il cui stile ricorda quello delle ville venete palladiane e in particolare, per via delle cupole tondeggianti, Villa Almerico Capra detta La Rotonda.

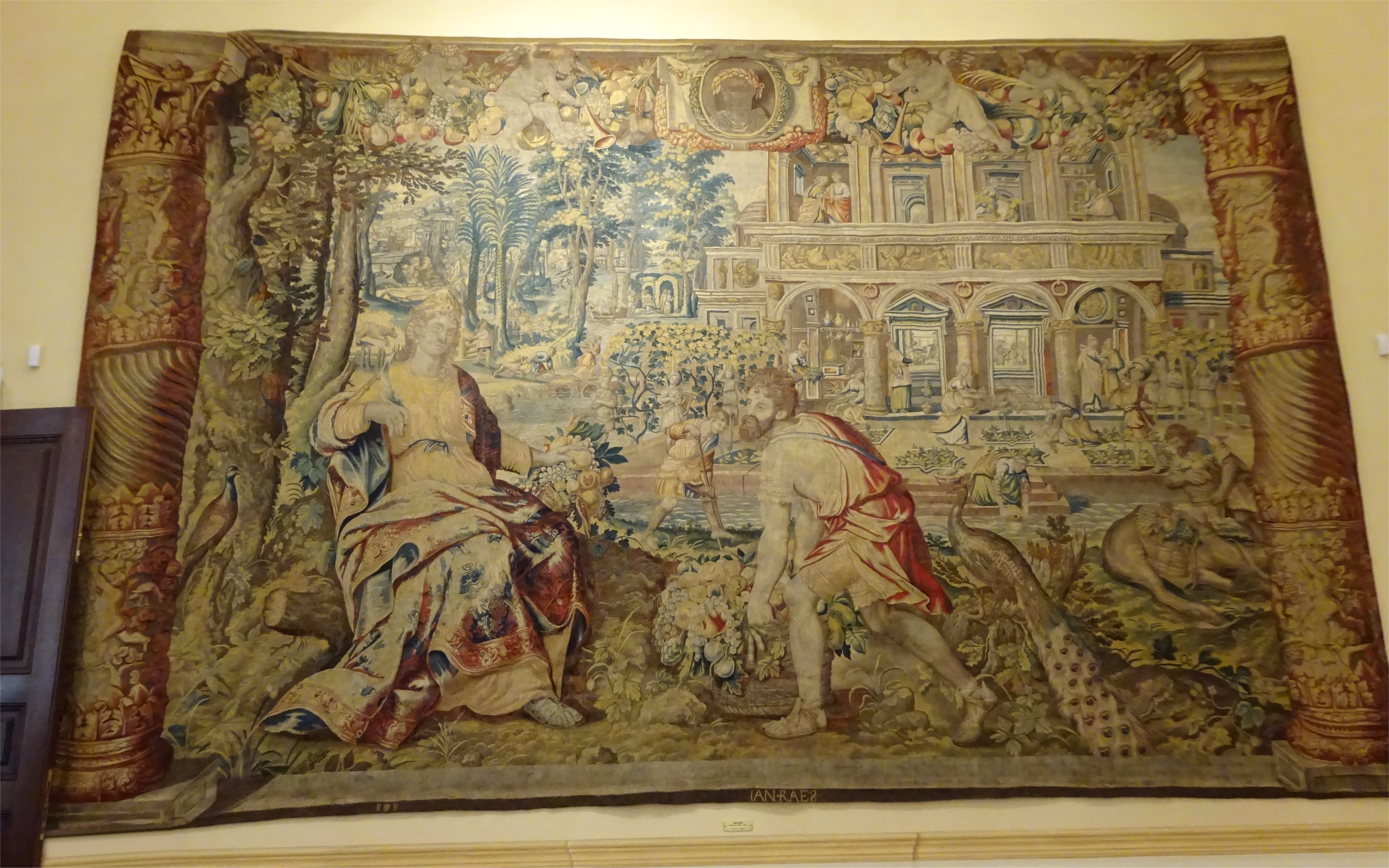
L'arazzo di Jan Raes.

Mentre i committenti originali non sono conosciuti, il nome dell'autore è ben visibile al centro della cornice in fondo all'arazzo, insieme con la sigla BB, a significare Bruxelles, Brabant. Jan Raes II, detto "il giovane", vissuto tra il 1570 e il 1643 circa, apparteneva a un'importante famiglia di arazzieri attivi a Bruxelles nel XVI e XVII secolo e fu uno dei principali arazzieri fiamminghi della sua epoca. Tra le sue opere vi sono alcuni arazzi raffiguranti le imprese del console romano Decio Mure basati su cartoni realizzati da Rubens. Non sono conosciuti i cartoni preparatori per il ciclo di arazzi di Vertumno e Pomona, ma alcuni dettagli come le due colonne tortili ai lati della scena, le figure di animali e l'uso di ombre e chiaroscuri fa pensare che anche in questo caso l'arazzo sia stato realizzato su cartoni di Rubens.
In una delle sale del secondo piano è anche ospitato un presepe novecentesco, opera del figurinaio savonese Antonio Tambuscio, costituito da circa quaranta statuine in maiolica policroma. Il presepe fu realizzato nel 1919 e dedicato da Tambuscio alla figlia Nina, morta bambina tre anni prima, e oltre alle tradizionali figure della Sacra Famiglia e dei Re Magi comprende una serie di pastorelli vestiti con i tradizionali abiti popolari liguri.
In un'altra sala è collocato un grande tavolo da pranzo che un tempo si trovava a bordo del transatlantico Rex.